# Sport gaelici
Gli sport gaelici sono i tradizionali sport praticati in Irlanda. I principali sono il calcio gaelico e l'hurling: ambedue organizzati dalla Gaelic Athletic Association (GAA), che organizza pure il rounders (sport) e la pallamano gaelica. Durante il tardo XIX secolo, in Irlanda gli sport gaelici stavano scomparendo. Questo declino fu fermato dalla GAA e dal Risorgimento gaelico, che resero questi sport quelli che ancora oggi sono i più popolari in Irlanda, dopo il calcio.

## Calcio gaelico
Il calcio gaelico (gaelic football in inglese) è il più popolare di questi sport e viene giocato in squadre da 15 su un campo rettangolare con porte a forma di H su entrambi gli estremi. Il principale obiettivo è quello di segnare mandando la palla attraverso le porte e segnando pertanto dei punti sopra la traversa orizzontale e dei gol, che ne valgono 3 punti, nella rete sotto la traversa. Vince la squadra che alla fine della partita ha totalizzato il maggior punteggio. Questo sport combina le abilità del calcio e del rugby, in un veloce sport molto fisico e di contatto, caratterizzato da un punteggio solitamente elevato.

## Hurling
L'hurling è uno sport giocato con pallina e mazze, in squadre da 15, in un campo rettangolare con porte a forma di H su entrambi gli estremi. Il principale obiettivo è quello di segnare mandando la palla attraverso le porte. Vince la squadra che alla fine della partita ha totalizzato il maggior punteggio. Le origini dell'hurling risalgono a più di tre millenni fa, e si dice che sia il più veloce sport su prato, grazie alla combinazione tra lacrosse, hockey su prato e baseball, da cui deriva uno sport di forti tiri e di elevate abilità tecniche.

## Rounders
Il rounders è uno sport che viene giocato con mazza e palla; in pratica, un gioco molto simile al baseball. Il rounders è il meno popolare tra gli sport gaelici, e viene organizzato da una sottodivisione della GAA, nota come Rounders Council of Ireland.

## Pallamano gaelica
La pallamano gaelica  è uno sport in cui due giocatori usano le loro mani per ribattere la palla contro un muro. Questo sport è simile alla pallamano americana. I giocatori gaelici si sfidano contro i loro corrispondenti americani.

## Altri sport gaelici
Esisterebbero altri sport gaelici, ma la maggior parte sono ormai scomparsi. Passatempi come il road bowling, praticato in Irlanda da molto tempo, può essere considerato uno sport gaelico.